# Jachtopzienerswoning Pijnenburg
De Jachtopzienerswoning van Pijnenburg is een gemeentelijk monument aan een dwarsstraat van de Biltseweg in de gemeente Soest in de provincie Utrecht. 
De langgevelboerderij wordt met een schuur en hooiberg al aangegeven op een kaart van 1828. De boerderij staat een eind van de Biltseweg aan de bosrand en is in 2014 in gebruik als woonhuis. De nok is evenwijdig aan de Biltseweg. Het gebouw is geschilderd in de kleuren wit-rood-groen van het landgoed Pijnenburg. In de topgevels zijn kleine vensters aangebracht